# So sánh các phiên bản Microsoft Windows
Microsoft Windows là tên của một họ của các hệ thống phần mềm điều hành máy tính của Microsoft. Microsoft lần đầu tiên giới thiệu một môi trường hoạt động có tên là Windows trong tháng 11 năm 1985 như là một phần mở rộng cho MS-DOS để đáp ứng sự quan tâm ngày càng tăng đối với giao diện người dùng đồ họa (GUI).

## Thông tin chung
Các thông tin cơ bản về Windows

### Nền tảng DOS
| Tên             | Ngày ra mắt                   | Phiên bản mới nhất                           | Tình trạng hỗ trợ              | Kiểu mã nguồn | Tên mã                                                                                      | Hệ điều hành yêu cầu | Kiến trúc | Các phiên bản | Mục đích thương mại |
| --------------- | ----------------------------- | -------------------------------------------- | ------------------------------ | ------------- | ------------------------------------------------------------------------------------------- | -------------------- | --------- | --- | ------------------- |
| Windows 1.0 DR5 | Phiên bản trước khi phát hành | 0.9 (1984)                                   | Không được hỗ trợ (1985)       | Mã nguồn đóng | Interface Manager                                                                           | Chỉ DOS 2.2          | 16-bit    | | Máy tính để bàn     |
| Windows 1.0     | 20/11/1985                    | 1.04 (08/04/1987)                            | Không được hỗ trợ (31/12/2001) | Mã nguồn đóng | Interface Manager                                                                           | DOS 2.0 hoặc cao hơn | 16-bit    | | Máy tính để bàn     |
| Windows 2.0     | 09/12/1987                    | 2.03 (09/12/1987)                            | Không được hỗ trợ (31/12/2001) | Mã nguồn đóng |                                                                                             | ?                    | 16-bit    | | Máy tính để bàn     |
| Windows 2.1x    | 27/05/1988                    | 2.11 (13/03/1989)                            | Không được hỗ trợ (31/12/2001) | Mã nguồn đóng |                                                                                             | ?                    | 16-bit    | | Máy tính để bàn     |
| Windows 3.0     | 22/05/1990                    | 3.0a with Multimedia Extensions (20/10/1991) | Không được hỗ trợ (31/12/2001) | Mã nguồn đóng |                                                                                             | DOS 3.1 hoặc cao hơn | 16-bit    | Windows 3.0 Windows 3.0a Windows 3.0a with Multimedia Extensions                                                                          | Máy tính để bàn     |
| Windows 3.1x    | 06/04/1992                    | 3.11 (31/12/1993)                            | Không được hỗ trợ (31/12/2001) | Mã nguồn đóng | - 3.1: Janus - 3.1 for Workgroups: Kato - 3.11: Snowball (LB) - 3.11 for Workgroups: Sparta | DOS 3.3 hoặc cao hơn | 16-bit*   | Windows 3.1 (build 040) Windows for Workgroups 3.1 Windows 3.11 Windows for Workgroups 3.11 Windows 3.2 (chỉ có bản Tiếng Trung giản thế) | Máy tính để bàn     |

* Có một phần 32-bit tương thích với Win32s

### Windows 9x
| Tên        | Ngày ra mắt | Bản RTM | Phiên bản mới nhất            | Trạng thái hỗ trợ              | Kiểu mã nguồn | Tên mã     | Phiên bản MS-DOS                | Kiểu nhân  | Nền tảng         | Các phiên bản                      | Mục đích thươmg mại |
| ---------- | ----------- | ------- | ----------------------------- | ------------------------------ | ------------- | ---------- | ------------------------------- | ---------- | ---------------- | ---------------------------------- | ------------------- |
| Windows 95 | 24/08/1995  | 950     | 4.00.950C OSR2.5 (26/11/1997) | Không được hỗ trợ (31/12/2001) | Mã nguồn đóng | Chicago    | MS-DOS 7.0, MS-DOS 7.1 (OSR2.x) | Monolithic | Hybrid 16/32-bit | Retail, OSR1, OSR2, OSR2.1, OSR2.5 | Máy tính để bàn     |
| Windows 98 | 25/06/1998  | 1998    | 4.10.2222A (23/04/1999)       | Không được hỗ trợ (11/07/2006) | Mã nguồn đóng | Memphis    | MS-DOS 7.1                      | Monolithic | Hybrid 16/32-bit | First edition, Second Edition      | Máy tính để bàn     |
| Windows Me | 19/06/2000  | 3000    | 4.90.3000 (14/09/2000)        | Không được hỗ trợ (11/07/2006) | Mã nguồn đóng | Millennium | MS-DOS 8.0                      | Monolithic | Hybrid 16/32-bit | —                                  | Máy tính để bàn     |

### Windows NT
| Tên                                 | Ngày ra mắt | Bản RTM          | Phiên bản hiện tại               | Trạng thái hỗ trợ                                      | Giấy phép                       | Tên mã                              | Kiểu nhân                            | Nền tảng hỗ trợ                         | Các phiên bản | Loại                                               |
| ----------------------------------- | ----------- | ---------------- | -------------------------------- | ------------------------------------------------------ | ------------------------------- | ----------------------------------- | ------------------------------------ | --------------------------------------- | --- | -------------------------------------------------- |
| Windows NT 3.1                      | 1993-07-27  | 528              | 3.10.528 SP3 (1994-11-10)        | Không được hỗ trợ (2000-12-31)                         | Mã nguồn đóng                   | New Technology OS/2                 | NT 3.1                               | IA-32, DEC Alpha, MIPS                  | Workstation, Advanced Server | Máy trạm, máy chủ                                  |
| Windows NT 3.5                      | 1994-09-21  | 807              | 3.50.807 SP3 (1995-06-21)        | Không được hỗ trợ (2001-12-31)                         | Mã nguồn đóng                   | Daytona                             | NT 3.5                               | IA-32, DEC Alpha, MIPS                  | Workstation, Server | Máy trạm, máy chủ                                  |
| Windows NT 3.51                     | 1995-05-30  | 1057             | 3.51.1057 SP5 (1996-09-19)       | Không được hỗ trợ (2001-12-31)                         | Mã nguồn đóng                   | ?                                   | NT 3.51                              | IA-32, DEC Alpha, MIPS, PowerPC         | Workstation, Server | Máy trạm, máy chủ                                  |
| Windows NT 4.0                      | 1996-08-24  | 1381             | 4.00.1381 SP6a (1999-11-30)      | Không được hỗ trợ (2004-12-31)                         | Mã nguồn đóng                   | Cairo Hydra (Terminal Server)       | NT 4.0                               | IA-32, DEC Alpha, MIPS, PowerPC         | Workstation, Server, Server Enterprise Edition, Terminal Server, Embedded | Máy trạm, máy chủ, Hệ thống nhúng                  |
| Windows 2000                        | 2000-02-17  | 2195             | 5.0 SP4 Rollup 1 v2 (2005-09-13) | Không được hỗ trợ (2010-07-13)                         | Mã nguồn chia sẻ                | Memphis NT                          | NT 5.0                               | IA-32, IA-64                            | Professional, Server, Advanced Server, Datacenter Server, Powered (Embedded) | Máy tính để bàn, Máy trạm, máy chủ, Hệ thống nhúng |
| Windows XP                          | 2001-10-25  | 2600             | 5.1.2600 SP3 (2008-04-21)        | Không được hỗ trợ (2014-04-08)                         | Mã nguồn chia sẻ                | Whistler                            | NT 5.1; NT 5.2 (64-bit 2003 and x64) | IA-32, IA-64, x86-64                    | Starter Edition, Home, Professional, Media Center, Tablet PC, Starter, Embedded, Home N, Home K, Home KN, Professional N, Professional K, Professional KN, Professional x64 | Máy tính để bàn, Máy trạm, Hệ thống nhúng          |
| Windows Server 2003                 | 2003-04-24  | 3790             | 5.2.3790 SP2 (2007-03-13)        | Không được hỗ trợ (2015-07-14)                         | Mã nguồn chia sẻ                | Whistler Server, Windows.NET Server | NT 5.2                               | IA-32, IA-64, x86-64                    | Standard, Enterprise, Datacenter, Web, Storage, Small Business Server, Compute Cluster | Server, Network Appliance, Embedded PCs, HPC       |
| Windows Fundamentals for Legacy PCs | 2006-07-08  | 2600             | RTM (2006-07-08)                 | Không được hỗ trợ (2014-04-08)                         | Mã nguồn chia sẻ                | Eiger, Monch                        | NT 5.1                               | IA-32                                   | Fundamentals for Legacy PCs | Máy tính để bàn                                    |
| Windows Vista                       | 2006-11-08  | 6000 (SP2: 6002) | 6.0 SP2 (2009-04-28)             | Không được hỗ trợ (2017-04-11)                         | Mã nguồn đóng, mã nguồn chia sẻ | Longhorn                            | NT 6.0                               | IA-32, x86-64                           | Starter, Home Basic, Home Basic N, Home Basic K, Home Basic KN, Home Premium, Home Premium K, Home Premium KN, Business, Business N, Business K, Business KN, Enterprise, Enterprise K, Enterprise KN, Ultimate, Ultimate K, Ultimate KN | Máy tính để bàn, Máy trạm                          |
| Windows Server 2008                 | 2008-02-27  | 6001 (SP2: 6002) | 6.0 SP2 (2008-02-27)             | Được hỗ trợ                                            | Mã nguồn đóng, mã nguồn chia sẻ | Longhorn Server                     | NT 6.0                               | IA-32, IA-64, x86-64                    | Web, Standard, Enterprise, Small Business Server, Datacenter, Web Core, Standard Core, Enterprise Core, Datacenter Core, Standard without HyperV, Enterprise without HyperV, Datacenter without HyperV, Standard Core without HyperV, Enterprise Core without HyperV, Datacenter Core without HyperV, HPC, HyperV Core, Foundation, Storage                                                                             | Máy chủ                                            |
| Windows Home Server                 | 2007-06-16  | 3790             | 5.2                              | Không được hỗ trợ (8 tháng 1 năm 2013)                 | Mã nguồn đóng                   | Q, Quattro                          | NT 5.2                               | IA-32, x86-64                           | Home Server | Máy chủ                                            |
| Windows 7                           | 2009-10-22  | 7600 (SP1: 7601) | 6.1                              | Được hỗ trợ (Dự kiến ngừng hố trợ vào tháng 1 năm 2020 | Mã nguồn đóng, mã nguồn chia sẻ | "7", Vienna                         | NT 6.1                               | IA-32, x86-64                           | Starter, Home Basic, Home Premium, Professional, Ultimate, Enterprise, Starter N, Home Basic N, Home Premium N, Professional N, Ultimate N, Enterprise N, Starter K, Home Basic K, Home Premium K, Professional K, Ultimate K, Enterprise K, Starter KN, Home Basic KN, Home Premium KN, Professional KN, Ultimate KN, Enterprise KN, Starter E, Home Basic E, Home Premium E, Professional E, Ultimate E, Enterprise E | Máy tính để bàn, máy trạm, cảm ứng                 |
| Windows Server 2008 R2              | 2009-10-22  | 7600 (SP1: 7601) | 6.1                              | Được hỗ trợ                                            | Mã nguồn đóng, mã nguồn chia sẻ | "7" Server                          | NT 6.1                               | IA-64, x86-64                           | Standard, Enterprise, Datacenter, Web, Standard Core, Enterprise Core, Datacenter Core, Web Core | Máy chủ                                            |
| Windows Home Server 2011            | 2011-04-05  | 8400             | 6.1                              | Được hỗ trợ                                            | Mã nguồn đóng                   | Vail                                | NT 6.1                               | x86-64                                  | Home Server | Máy chủ                                            |
| Windows Server 2012                 | 2012-9-4    | 9200             | 6.2                              | Được hỗ trợ                                            | Mã nguồn đóng, mã nguồn chia sẻ | "8" Server                          | NT 6.2                               | x86-64                                  | Foundation Essentials Standard Datacenter | Máy chủ                                            |
| Windows 8                           | 2012-10-26  | 9200             | 6.2                              | Không được hỗ trợ (2016-01-12)                         | Mã nguồn đóng, mã nguồn chia sẻ | "8"                                 | NT 6.2                               | IA-32, x86-64, ARM architecture (ARMv7) | Windows 8, Windows 8 Pro, Windows 8 Enterprise, Windows RT, Windows 8 N, Windows 8 Pro N, Windows 8 Enterprise N | Máy tính để bàn, máy trạm, cảm ứng                 |
| Windows 8.1                         | 2013-10-18  | 9600             | 6.3                              | Được hỗ trợ                                            | Mã nguồn đóng, mã nguồn chia sẻ | "Blue"                              | NT 6.3                               | IA-32, x86-64, ARM architecture (ARMv7) | Windows 8.1, Windows 8.1 Pro, Windows RT 8.1 | Máy tính để bàn, máy trạm, cảm ứng                 |
| Windows Server 2012 R2              | 2013-10-18  | 9600             | 6.3                              | Được hỗ trợ                                            | Mã nguồn đóng, mã nguồn chia sẻ | "Blue" Server                       | NT 6.3                               | x86-64                                  | Foundation Essentials Standard Datacenter | Máy chủ                                            |
| Windows 10                          | 2015-07-29  | 10586            | 10.0                             | Được hỗ trợ                                            | Mã nguồn đóng, mã nguồn chia sẻ | "10"                                | NT 6.3                               | IA-32, x86-64, ARM architecture (ARMv7) | Windows 10 Home, Windows 10 Pro, Windows 10 Education, Windows 10 Enterprise | Máy tính để bàn, máy trạm, cảm ứng                 |

### Windows Embedded Compact
Windows Embedded Compact (Windows CE) là một biến thể của hệ điều hành Windows của Microsoft cho các máy tính đơn giản và các hệ thống nhúng. Windows CE rõ ràng có hạt nhân khác, chứ không phải là một phiên bản cắt xuống của máy tính để bàn Windows. Nó được hỗ trợ trên Intel x86 và tương đương, MIPS, ARM, và bộ vi xử lý Hitachi SuperH.
|                            | Ngày ra mắt | Bản RTM | Bản hiện tại     | Trạng thái hỗ trợ              | Giấy phép        | Tên mã                                  | Nhân   | Kiểu nhân       | Môi trường điều hành | Các phiên bản | Mục đích | Mô tả ngắn                                                                                       |
| -------------------------- | ----------- | ------- | ---------------- | ------------------------------ | ---------------- | --------------------------------------- | ------ | --------------- | -------------------- | ------------- | -------- | ------------------------------------------------------------------------------------------------ |
| Windows CE 1.0             | 1996-11     |         |                  |                                |                  | Pegasus, Alder                          | CE 1.0 |                 |                      |               | Nhúng    | Phiên bản đầu tiên của dòng Windows CE của Microsoft cho các máy tính đơn giản và hệ thống nhúng |
| Windows CE 2.0             | 1997-11     |         |                  |                                |                  | Mercury, Apollo                         | CE 2.0 |                 |                      | 2.1, 2.11     | Nhúng    |                                                                                                  |
| Windows CE 3.0             | 2000-04     |         |                  | Không được hỗ trợ (2007-10-09) | Mã nguồn chia sẻ | Cedar, Galileo, Rapier, Merlin, Stinger | CE 3.0 | Embedded kernel |                      |               | Nhúng    |                                                                                                  |
| Windows CE 4.0             | 2002-01-07  |         |                  |                                |                  | Talisker                                | CE 4.0 |                 |                      | 4.1, 4.2      | Nhúng    |                                                                                                  |
| Windows CE 5.0             | 2004-07-09  |         | 5.0 (2004-07-09) | Được hỗ trợ                    | Mã nguồn chia sẻ | Macallan                                | CE 5.0 | Embedded kernel |                      |               | Nhúng    |                                                                                                  |
| Windows Embedded CE 6.0    | 2006-11-01  |         |                  |                                | Mã nguồn chia sẻ | Yamazaki                                | CE 6.0 | Hybrid kernel   |                      |               |          |                                                                                                  |
| Windows Embedded Compact 7 | 2011-03-01  | ?       | ?                | Được hỗ trợ                    | Mã nguồn chia sẻ | ?                                       | CE 7.0 | Hybrid          | ?                    | —             |          |                                                                                                  |

### Windows Mobile
Windows Mobile là dòng hệ điều hành đã ngừng của Microsoft cho điện thoại thông minh.
| Tên                    | Ngày ra mắt  | Bản RTM | Bản hiện tại | Trạng thái hỗ trợ | Giấy phép | Tên mã   | Nhân    | Nền tảng hỗ trợ |
| ---------------------- | ------------ | ------- | ------------ | ----------------- | --------- | -------- | ------- | --------------- |
| Windows Pocket PC 2002 |              |         |              |                   |           |          | CE 3.0  |                 |
| Windows Mobile 2003    | 2003-06-23   |         |              |                   |           | Ozone    | CE 4.20 |                 |
| Windows Mobile 5.0     | 2005-05-9/12 |         |              |                   |           | Magneto  | CE 5.0  |                 |
| Windows Mobile 6.0     | 2007-02-12   |         |              |                   |           | Crossbow | CE 5.2  |                 |
| Windows Mobile 6.1     | 2008-04-01   |         |              |                   |           |          |         |                 |
| Windows Mobile 6.5     | 2009-05-18   |         |              |                   |           |          |         |                 |

### Windows Phone
Tính đến  năm 2013 Windows Phone là dòng hệ điều hành hoạt động của Microsoft cho điện thoại thông minh.
| Tên               | Ngày ra mắt | Bản RTM | Bản hiện tại | Trạng thái hỗ trợ | Giấy phép                       | Tên mã          | Nhân   | Nền tảng hỗ trợ |
| ----------------- | ----------- | ------- | ------------ | ----------------- | ------------------------------- | --------------- | ------ | --------------- |
| Windows Phone 7   | 2010-11-08  |         |              |                   |                                 | Photon          | CE 6.0 |                 |
| Windows Phone 7.5 | 2011-11     |         |              |                   |                                 | Mango           | CE 6.1 |                 |
| Windows Phone 7.8 | 2013-01     |         |              |                   |                                 |                 | CE 6.1 |                 |
| Windows Phone 8   | 2012-10-29  | 10211   | 6.2          | Được hỗ trợ       | Mã nguồn đóng, mã nguồn chia sẻ | Apollo, Portico | NT 6.2 | ARM             |

## Thông số kỹ thuật

### Nền tảng DOS
| Tên          | Nhân             | Kiểu nhân | Nền tảng                                           | Tường lửa | Hỗ trợ SMP | Hỗ trợ đa nên ftangr | Hỗ trợ USB | Hỗ trợ UDMA | Hỗ trợ LFN | Quản lý cập nhật | API           | Chế độ an toàn |
| ------------ | ---------------- | --------- | -------------------------------------------------- | --------- | ---------- | -------------------- | ---------- | ----------- | ---------- | ---------------- | ------------- | -------------- |
| Windows 1.0  | ?                | ?         | 16-bit                                             | Không     | Không      | Không                | Không      | Không       | Không      | Không            | Win16         | Không          |
| Windows 2.0  | ?                | ?         | 16-bit                                             | Không     | Không      | Không                | Không      | Không       | Không      | Không            | Win16         | Không          |
| Windows 3.0  | ?                | ?         | 16-bit                                             | Không     | Không      | Không                | Không      | Không       | Không      | Không            | Win16         | Không          |
| Windows 3.1x | ? (OS or shell?) | ?         | 16-bit (Có một phần 32-bit tương thích với Win32s) | Không     | Không      | Không                | Không      | Không       | Không      | Không            | Win16, Win32s | Không          |

### Windows 9x
| Tên                       | Nhân                                                    | Kiểu nhân         | Nền tảng         | Tường lửa | Hỗ trợ SMP | Hỗ trợ đa nền tảng | Hỗ trợ USB                  | Hỗ trợ UDMA | Hỗ trợ LFN | Quản lý cập nhật | API          | Chế độ an toàn |
| ------------------------- | ------------------------------------------------------- | ----------------- | ---------------- | --------- | ---------- | ------------------ | --------------------------- | ----------- | ---------- | ---------------- | ------------ | -------------- |
| Windows 95                | MS-DOS 7.0 (Win95, Win95A), MS-DOS 7.1 (Win95B, Win95C) | Monolithic kernel | Hybrid 16/32-bit | Không     | Không      | Không              | Một phần (OSR 2.1/2.5 only) | Không       | Có         | Windows Update   | Win16, Win32 | Có             |
| Windows 98                | MS-DOS 7.1                                              | Monolithic kernel | Hybrid 16/32-bit | Không     | Không      | Không              | Có                          | Có          | Có         | Windows Update   | Win16, Win32 | Có             |
| Windows 98 Second Edition | MS-DOS 7.1                                              | Monolithic kernel | Hybrid 16/32-bit | Không     | Không      | Không              | Có                          | Có          | Có         | Windows Update   | Win16, Win32 | Có             |
| Windows Me                | MS-DOS 8.0                                              | Monolithic kernel | Hybrid 16/32-bit | Không     | Không      | Không              | Có                          | Có          | Có         | Windows Update   | Win16, Win32 | Có             |

### Windows NT
Hạt nhân Windows NT chủ yếu trên tất cả các hệ điều hành Windows gần đây. Nó chạy trên x86, x86-64 và bộ vi xử lý Itanium.
| Tên                                 | Nhân                                              | Nền tảng  | Tường lửa | Hỗ trợ SMP                     | Hỗ trợ đa nền tảng                                          | Hỗ trợ USB                              | Hỗ trợ UDMA | Hỗ trợ LFN                     | Quản lý gói   | Quản lý cập nhật                                              | API                                               | Chế độ an toàn | Data Execution Prevention |
| ----------------------------------- | ------------------------------------------------- | --------- | --------- | ------------------------------ | ----------------------------------------------------------- | --------------------------------------- | ----------- | ------------------------------ | ------------- | ------------------------------------------------------------- | ------------------------------------------------- | -------------- | ------------------------- |
| Windows NT 3.1                      | NT 3.1                                            | 32-bit    | Không     | Có                             | Có                                                          | Không                                   | ?           | Có (NTFS và HPFS volumes only) |               |                                                               | Win32, OS/2, POSIX                                | Không          | Không                     |
| Windows NT 3.5                      | NT 3.5                                            | 32-bit    | Không     | Có                             | Có                                                          | Không                                   | ?           | Có (except on CDFS volumes)    |               |                                                               | Win32, OS/2, POSIX                                | Không          | Không                     |
| Windows NT 3.51                     | NT 3.51                                           | 32-bit    | Không     | Có                             | Có                                                          | Không                                   | ?           | Có (except on CDFS volumes)    |               |                                                               | Win32, OS/2, POSIX                                | Không          | Không                     |
| Windows NT 4.0                      | NT 4.0                                            | 32-bit    | Không     | Có                             | Có                                                          | Có (if the Ion USB update is installed) | Có          | Có                             |               | Windows Update (if Internet Explorer 5 or later is installed) | Win32, OS/2, POSIX                                | Không          | Không                     |
| Windows 2000                        | NT 5.0                                            | 32/64-bit | Không     | Có                             | Có (IA-64/Itanium in Advanced Server and Datacenter Server) | Có (USB 2.0 with update or SP4)         | Có          | Có                             | MSI, tuỳ chọn | Windows Update                                                | Win32, OS/2, POSIX                                | Có             | Không                     |
| Windows XP                          | NT 5.1.2600; NT 5.2.3790                          | 32/64-bit | Có        | Có (Professional Edition only) | Có (IA-64/Itanium, x86, x86-64)                             | Có (USB 2.0 with update or SP1+)        | Có          | Có                             | MSI, tuỳ chọn | Windows Update                                                | Win32, .NET                                       | Có             | Có (in SP2)               |
| Windows Server 2003                 | NT 5.2.3790                                       | 32/64-bit | Có        | Có                             | Có                                                          | Có (USB 2.0)                            | Có          | Có                             | MSI, tuỳ chọn | Windows Update                                                | Win32                                             | Có             | Có (in SP1)               |
| Windows Fundamentals for Legacy PCs | NT 5.1.2600                                       | 32-bit    | Có        | ?                              | Không                                                       | Có                                      | Có          | Có                             | MSI, tuỳ chọn | Windows Update                                                | Win32                                             | Có             | Có                        |
| Windows Vista                       | NT 6.0.6000; NT 6.0.6001 (SP1); NT 6.0.6002 (SP2) | 32/64-bit | Có        | Có                             | Có (x86, x86-64)                                            | Có (USB 2.0)                            | Có          | Có                             | MSI, tuỳ chọn | Windows Update Application                                    | Win32, .NET, POSIX (only Enterprise and Ultimate) | Có             | Có                        |
| Windows Server 2008                 | NT 6.0.6001; NT 6.0.6002 (SP2)                    | 32/64-bit | Có        | Có                             | Có (IA-64/Itanium, x86, x86-64)                             | Có (USB 2.0)                            | Có          | Có                             |               | Windows Update Application                                    | Win32                                             | Có             | Có                        |
| Windows Home Server                 | NT 5.2                                            | 32-bit    | ?         | ?                              | ?                                                           | Có (USB 2.0)                            | ?           | Có                             |               |                                                               | Win32                                             | ?              | ?                         |
| Windows 7                           | NT 6.1                                            | 32/64-bit | Có        | Có                             | Có (x86, x86-64)                                            | Có (USB 2.0)                            | Có          | Có                             |               | Windows Update Application                                    | Win32, .NET                                       | Có             | Có                        |
| Windows Server 2008 R2              | NT 6.1                                            | 64-bit    | Có        | Có                             | Có (IA-64/Itanium, x86-64)                                  | Có (USB 2.0)                            | Có          | Có                             |               | Windows Update Application                                    | Win32, .NET                                       | Có             | Có                        |
| Windows Home Server 2011            | NT 6.1                                            | 64-bit    | ?         | ?                              | ?                                                           | Có (USB 2.0)                            | ?           | Có                             |               |                                                               | Win32                                             | ?              | ?                         |
| Windows Server 2012                 | NT 6.2                                            | 64-bit    | Có        | Có                             | Không (x86-64)                                              | Có (USB 3.0)                            | Có          | Có                             |               | Windows Update Application                                    | Win32, .NET, WinRT                                | Có             | Có                        |
| Windows 8                           | NT 6.2                                            | 32/64-bit | Có        | Có                             | Có (x86, x86-64, ARM)                                       | Có (USB 3.0)                            | Có          | Có                             |               | Windows Update Application                                    | Win32, .NET, WinRT                                | Có             | Có                        |

### Windows Phone
| Tên             | Nhân   | Nền tảng | Tường lửa | SMP | Đa nền tảng | USB          | UDMA | LFN | Quản lý gói | Quản lý cập nhật | API   | Chế độ an toàn | Data Execution Prevention |
| --------------- | ------ | -------- | --------- | --- | ----------- | ------------ | ---- | --- | ----------- | ---------------- | ----- | -------------- | ------------------------- |
| Windows Phone 8 | NT 6.2 | 32-bit   | Có        | Có  | Không (ARM) | Có (USB 2.0) | Có   | Có  |             | Windows Update   | WinRT | Có             | Có                        |

## Loại tệp hệ thống được hỗ trợ
Phiên bản khác nhau của Windows hỗ trợ hệ thống tập tin khác nhau, bao gồm: FAT12, FAT16, FAT32, HPFS, hoặc NTFS, cùng với hệ thống tập tin mạng chia sẻ từ các máy tính khác, và các hệ thống tiêu chuẩn ISO 9660 và tập tin UDF sử dụng cho đĩa CD, DVD, đĩa quang học khác như Blu-ray. Mỗi hệ thống tập tin thường được giới hạn trong các ứng dụng phương tiện truyền thông nhất định, ví dụ như đĩa CD phải sử dụng tiêu chuẩn ISO 9660 hoặc UDF, và như của Windows Vista, NTFS là hệ thống tập tin duy nhất mà hệ điều hành có thể được cài đặt trên. Windows Embedded CE 6.0, Windows Vista Service Pack 1 và Windows Server 2008 trở đi hỗ trợ exFAT, một hệ thống tập tin phù hợp hơn cho các ổ đĩa flash.

### Windows 9x
|            | FAT12 | FAT16 | FAT32              | HPFS          | ISO 9660 | NTFS          | UDF            |
| ---------- | ----- | ----- | ------------------ | ------------- | -------- | ------------- | -------------- |
| Windows 95 | Có    | Có    | Có (OSR2 or above) | Network Drive | Có       | Network Drive | Không          |
| Windows 98 | Có    | Có    | Có                 | Network Drive | Có       | Network Drive | Có (1.5, read) |
| Windows Me | Có    | Có    | Có                 | Network Drive | Có       | Network Drive | Có (1.5, read) |

### Windows NT
|                           | FAT12 | FAT16 | FAT32 | HPFS     | ISO 9660 | NTFS         | UDF       | ReFS  |
| ------------------------- | ----- | ----- | ----- | -------- | -------- | ------------ | --------- | ----- |
| Windows NT 3.1, 3.5, 3.51 | Có    | Có    | Không | Có       | Có       | Có v1.0/v1.1 | ?         | Không |
| Windows NT 4.0            | Có    | Có    | Không | Một phần | Có       | Có v1.2      | ?         | Không |
| Windows 2000              | Có    | Có    | Có    | Không    | Có       | Có v3.0      | Có        | Không |
| Windows XP                | Có    | Có    | Có    | Không    | Có       | Có v3.1      | Có (2.01) | Không |
| Windows Server 2003       | Có    | Có    | Có    | Không    | Có       | Có v3.1      | Có        | Không |
| Windows Vista             | Có    | Có    | Có    | Không    | Có       | Có v5        | Có (2.6)  | Không |
| Windows Server 2008       | Có    | Có    | Có    | Không    | Có       | Có v5        | Có        | Không |
| Windows 7                 | Có    | Có    | Có    | Không    | Có       | Có v5        | Có (2.6)  | Không |
| Windows Server 2008 R2    | Có    | Có    | Có    | Không    | Có       | Có v5        | Có (2.6)  | Không |
| Windows Server 2012       | Có    | Có    | Có    | Không    | Có       | Có v5        | Có (2.6)  | Có    |
| Windows 8                 | Có    | Có    | Có    | Không    | Có       | Có v5        | Có (2.6)  | Không |
| Windows 8.1               | Có    | Có    | Có    | Không    | Có       | Có v5        | Có (2.6)  | Có    |
| Windows Server 2012 R2    | Có    | Có    | Có    | Không    | Có       | Có v5        | Có (2.6)  | Có    |

### Windows Phone
|                 | FAT12 | FAT16 | FAT32 | HPFS  | ISO 9660 | NTFS  | UDF | ReFS  |
| --------------- | ----- | ----- | ----- | ----- | -------- | ----- | --- | ----- |
| Windows Phone 8 | ?     | Có    | Có    | Không | ?        | Có v5 | ?   | Không |

## Yêu cầu phần cứng
Cài đặt Windows yêu cầu một ổ đĩa quang học bên trong hoặc bên ngoài. Một bàn phím và chuột là các thiết bị đầu vào được khuyến nghị, mặc dù một số phiên bản hỗ trợ màn hình cảm ứng. Đối với hệ thống trước khi Vista hoạt động, ổ đĩa phải có khả năng đọc đĩa CD phương tiện truyền thông, trong khi Windows Vista trở đi, ổ đĩa phải tương thích DVD. Các ổ đĩa có thể được tách ra sau khi cài đặt Windows.

### Windows 9x
|                                 | CPU             | RAM   | Dung lượng đĩa trống |
| ------------------------------- | --------------- | ----- | -------------------- |
| Windows 95                      | 386             | 4 MB  | 120 MB               |
| Windows 98                      | 486 DX2 66 MHz  | 16 MB | 300 MB               |
| Windows Me (Millennium Edition) | Pentium 150 MHz | 32 MB | 400 MB               |

### Windows NT
| Phiên bản                           | CPU                            | RAM                            | RAM         | Dung lượng đĩa trống   | Video adapter và màn hình                                                     |
| Phiên bản                           | CPU                            | Tối thiểu                      | Khuyến nghị | Dung lượng đĩa trống   | Video adapter và màn hình                                                     |
| ----------------------------------- | ------------------------------ | ------------------------------ | ----------- | ---------------------- | ----------------------------------------------------------------------------- |
| Windows NT 3.51 Workstation         | 386, 25 MHz                    | 8 MB                           | ?           | 90 MB                  | ?                                                                             |
| Windows NT 4.0 Workstation          | 486, 33 MHz                    | 12 MB                          | ?           | 110 MB                 | ?                                                                             |
| Windows 2000 Professional           | 133 MHz                        | 32 MB                          | ?           | 650 MB                 | VGA (640 × 480)                                                               |
| Windows XP                          | 233 MHz                        | 64 MB                          | 128 MB      | 1.5 GB                 | SVGA (800 × 600) Cho Aero (nếu có thể): 128 MB VRAM                           |
| Windows Fundamentals for Legacy PCs | 233 MHz                        | 64 MB                          | 128 MB      | 500 MB                 | SVGA (800 × 600) Cho Aero (nếu có thể): 128 MB VRAM                           |
| Windows Vista                       | 800 MHz                        | 384 MB (Starter) 512 MB (khác) | 1 GB        | 15 GB (~6.5 GB for OS) | SVGA (800 × 600) Cho Aero (nếu có thể): 128 MB VRAM                           |
| Windows Server 2008                 | 1 GHz (x86) hoặc 1.4 GHz (x64) | 384 MB (Starter) 512 MB (khác) | 2 GB        | 10 GB                  | SVGA (800 × 600) Cho Aero (nếu có thể): 128 MB VRAM                           |
| Windows 7                           | 1 GHz                          | 1 GB (x86) 2 GB (x64)          | 4 GB        | 16 GB (~6.5 GB for OS) | SVGA (800 × 600) Cho Aero (nếu có thể): 128 MB VRAM                           |
| Windows Server 2012                 | 1.4 GHz (x86-64)               | 512 MB                         | 1 GB        | 10 GB                  | SVGA (800 × 600) Cho Aero (nếu có thể): 128 MB VRAM                           |
| Windows 8                           | 1 GHz                          | 1 GB (x86) 2 GB (x64)          | 4 GB        | 20 GB (~6.5 GB for OS) | 1024 x 768 cho các ứng dụng Windows Store 1366 x 768 để dùng tính năng Snap   |
| Windows 10                          | 1 GHz                          | 1 GB (x86) 2 GB (x64)          | 4 GB        | 20 GB (~6.5 GB for OS) | 1024 x 768 cho các ứng dụng Microsoft Store 1366 x 768 để dùng tính năng Snap |

### Windows Phone
| Phiên bản       | CPU   | RAM       | RAM         | Dung lượng đĩa trống | Video adapter và màn hình |
| Phiên bản       | CPU   | Tối thiểu | Khuyến nghị | Dung lượng đĩa trống | Video adapter và màn hình |
| --------------- | ----- | --------- | ----------- | -------------------- | ------------------------- |
| Windows Phone 8 | 1 GHz | 512 MB    | —           | 8 GB                 | WVGA (800 × 480)          |

## Giới hạn bộ nhớ vật lý
Giới hạn tối đa về bộ nhớ vật lý (RAM) mà Windows có thể giải quyết vấn đề thay đổi tùy theo cả hai phiên bản Windows và giữa IA-32 và các phiên bản x64.

### Windows 9x
- Windows 95: 480 MB[9]
- Windows 98: 1 GB
- Windows Me: 1.5 GB

### Windows NT
| Hệ điều hành                                           | Giới hạn IA-32 | Giới hạn x64 |
| ------------------------------------------------------ | -------------- | ------------ |
| Windows NT 4.0                                         | 4 GB           | —            |
| Windows 2000 Professional/Server                       | 4 GB           | —            |
| Windows 2000 Advanced Server                           | 8 GB           | —            |
| Windows 2000 Datacenter                                | 32 GB          | —            |
| Windows XP Starter                                     | 512 MB         | —            |
| Windows XP Home                                        | 4 GB           | —            |
| Windows XP Professional                                | 4 GB           | 128 GB       |
| Windows Server 2003 RTM Web                            | 2 GB           | —            |
| Windows Server 2003 RTM Standard/Small Business        | 4 GB           | —            |
| Windows Server 2003 RTM Enterprise/Datacenter          | 64 GB          | —            |
| Windows Server 2003 R2/SP1 Standard                    | 4 GB           | 32 GB        |
| Windows Server 2003 R2/SP1 Enterprise/Datacenter       | 64 GB          | 1 TB         |
| Windows Vista Starter                                  | 1 GB           | —            |
| Windows Vista Home Basic                               | 4 GB           | 8 GB         |
| Windows Vista Home Premium                             | 4 GB           | 16 GB        |
| Windows Vista Business/Enterprise/Ultimate             | 4 GB           | 128 GB       |
| Windows Home Server                                    | 4 GB           | —            |
| Windows Server 2008 Web Server/Standard/Small Business | 4 GB           | 32 GB        |
| Windows HPC Server 2008                                | —              | 128 GB       |
| Windows Server 2008 Enterprise/Datacenter              | 64 GB          | 1 TB         |
| Windows 7 Starter                                      | 2 GB           | —            |
| Windows 7 Home Basic                                   | 4 GB           | 8 GB         |
| Windows 7 Home Premium                                 | 4 GB           | 16 GB        |
| Windows 7 Professional/Enterprise/Ultimate             | 4 GB           | 192 GB       |
| Windows Server 2008 R2 Foundation                      | —              | 8 GB         |
| Windows Server 2008 R2 Web Server/Standard             | —              | 32 GB        |
| Windows HPC Server 2008 R2                             | —              | 128 GB       |
| Windows Server 2008 R2 Enterprise/Datacenter           | —              | 2 TB         |
| Windows 8                                              | 4 GB           | 128 GB       |
| Windows 8 Pro/Enterprise                               | 4 GB           | 512 GB       |
| Windows Server 2012 Foundation                         | —              | 32 GB        |
| Windows Server 2012 Essentials                         | —              | 64 GB        |
| Windows Server 2012 Standard/Datacenter                | —              | 4 TB         |
| Windows Storage Server 2012 Standard                   | —              | 4 TB         |
| Windows Storage Server 2012 Workgroup                  | —              | 32 GB        |

## Tính năng bảo mật
|                     | Kiểm soát truy cập tài nguyên | Cơ chế cô lập hệ thống con                | Tường lửa                                            | Mã hoá tập tin hệ thống |
| ------------------- | ----------------------------- | ----------------------------------------- | ---------------------------------------------------- | ----------------------- |
| Windows 2000        | ACLs                          |                                           | TCP/IP Filtering, IPSec                              | Có (NTFS only)          |
| Windows XP          | ACLs                          | Win32 WindowStation, Desktop, Job objects | Windows Firewall (from SP2), TCP/IP Filtering, IPSec | Có (NTFS only)          |
| Windows Server 2003 | ACLs, Privileges, RBAC        | Win32 WindowStation, Desktop, Job objects | Windows Firewall, TCP/IP Filtering, IPSec            | Có                      |
| Windows Vista       | ACLs, Privileges, RBAC        | Win32 WindowStation, Desktop, Job objects | Windows Firewall, TCP/IP Filtering, IPSec            | Có                      |
| Windows Server 2008 | ACLs, Privileges, RBAC        | Win32 WindowStation, Desktop, Job objects | Windows Firewall, TCP/IP Filtering, IPSec            | Có                      |
| Windows 7           | ACLs, Privileges, RBAC        | Win32 WindowStation, Desktop, Job objects | Windows Firewall, TCP/IP Filtering, IPSec            | Có                      |
| Windows Server 2012 | ACLs, Privileges, RBAC        | Win32 WindowStation, Desktop, Job objects | Windows Firewall, TCP/IP Filtering, IPSec            | Có                      |
| Windows 8, 8.1      | ACLs, Privileges, RBAC        | Win32 WindowStation, Desktop, Job objects | Windows Firewall, TCP/IP Filtering, IPSec            | Có                      |
| Windows 10          | ACLs, Privileges, RBAC        | Win32 WindowStation, Desktop, Job objects | Windows Firewall, TCP/IP Filtering, IPSec            | Có                      |

## Tính năng
| Version                | Shell                              | Kiểu trực quan                                      | Internet Explorer                           | Web server | Windows Media Player                        | Thông dịch dòng lệnh                        |
| ---------------------- | ---------------------------------- | --------------------------------------------------- | ------------------------------------------- | ---------- | ------------------------------------------- | ------------------------------------------- |
| Windows 1.0            | MS-DOS executive                   | (Không có tên)                                      | —                                           | —          | —                                           | —                                           |
| Windows 2.0            | MS-DOS executive                   | (Không có tên)                                      | —                                           | —          | —                                           | —                                           |
| Windows 3.0            | Program Manager                    | (Không có tên)                                      | —                                           | —          | 3.0 (chỉ có ở Multimedia Extension edition) | —                                           |
| Windows 3.1x           | Program Manager                    | (Không có tên)                                      | —                                           | —          | 3.1                                         | —                                           |
| Windows 95             | Windows shell                      | Classic                                             | 2.0 ở OSR1 3.0 ở OSR2 và OSR2.1 4.0 ởOSR2.5 | —          | 4.0                                         | COMMAND.COM                                 |
| Windows NT 4.0         | Windows shell                      | Classic                                             | 2.0                                         | PWS        | 4.0                                         | COMMAND.COM, CMD.EXE                        |
| Windows 98             | Windows shell                      | Classic                                             | 4.01                                        | PWS        | 4.0                                         | COMMAND.COM                                 |
| Windows 98 SE          | Windows shell                      | Classic                                             | 5.0                                         | PWS        | 4.0                                         | COMMAND.COM                                 |
| Windows 2000           | Windows shell                      | Classic                                             | 5.01                                        | IIS 5.0    | 5.0 va 6.4 (side by side)                   | COMMAND.COM, CMD.EXE                        |
| Windows Me             | Windows shell                      | Classic                                             | 5.5                                         | —          | 6.4 và7.0 (side by side)                    | COMMAND.COM                                 |
| Windows XP             | Windows shell                      | Luna (mặc định), Classic                            | 6.0                                         | IIS 5.1    | 5.1, 6.4 và 8 (RTM) 5.1, 6.4 và 9 (SP1)     | COMMAND.COM, CMD.EXE, PowerShell (tuỳ chọn) |
| Windows Server 2003    | Windows shell                      | Classic (mặc định), Luna                            | 6.0                                         | IIS 6.0    | 9 (10 ở SP1)                                | COMMAND.COM, CMD.EXE, PowerShell (tuỳ chọn) |
| Windows Vista          | Windows shell                      | Aero (mặc định), Classic                            | 7.0                                         | IIS 7      | 11                                          | COMMAND.COM, CMD.EXE, PowerShell (tuỳ chọn) |
| Windows Server 2008    | Windows shell, Server Core         | Classic (mặc định), Aero (qua "Desktop Experience") | 7.0                                         | IIS 7      | 11 (bật bằng cách tải "Desktop Experience") | COMMAND.COM, CMD.EXE, PowerShell (tuỳ chọn) |
| Windows 7              | Windows shell                      | Aero (mặc định), Classic                            | 8.0                                         | IIS 7.5    | 12                                          | COMMAND.COM, CMD.EXE, PowerShell v2.0       |
| Windows Server 2008 R2 | Windows shell, Server Core         | Classic (mặc định), Aero (via "Desktop Experience") | 8.0                                         | IIS 7.5    | 12 (qua "Desktop Experience")               | CMD.EXE, PowerShell v2.0                    |
| Windows Server 2012    | Windows shell, Server Core         | Metro-inspired                                      | 10.0                                        | IIS 8      | 12 (qua "Desktop Experience")               | CMD.EXE, PowerShell v3.0                    |
| Windows 8              | Windows shell                      | Metro-inspired                                      | 10.0                                        | IIS 8      | 12                                          | COMMAND.COM, CMD.EXE, PowerShell v3.0       |
| Windows Server 2012 R2 | Windows shell, Windows server core | Metro-inspired                                      | 11.0                                        | IIS 8.5    | 12 (qua "Desktop Experience")               | CMD.EXE, PowerShell v4.0                    |